# Сен-Жени
Сен-Жени́ (фр. Saint-Genis, окс. Sant Genís) — коммуна во Франции, находится в регионе Прованс — Альпы — Лазурный Берег. Департамент коммуны — Верхние Альпы. Входит в состав кантона Сер. Округ коммуны — Гап.
Код INSEE коммуны — 05143.

## Население
Население коммуны на 2008 год составляло 56 человек.
| 1962 | 1968 | 1975 | 1982 | 1990 | 1999 | 2008 |
| ---- | ---- | ---- | ---- | ---- | ---- | ---- |
| 20   | 31   | 30   | 36   | 44   | 49   | 56   |

## Экономика

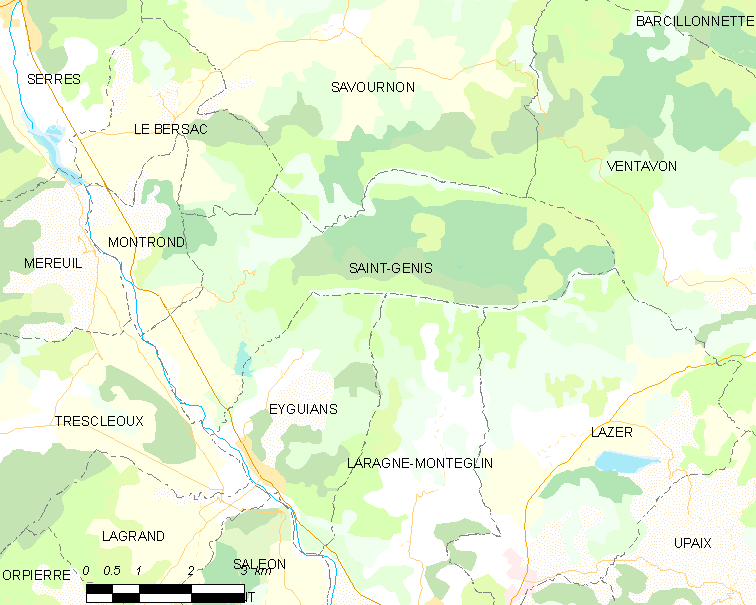
Карта коммуны

В 2007 году среди 40 человек в трудоспособном возрасте (15—64 лет) 33 были экономически активными, 7 — неактивными (показатель активности — 82,5 %, в 1999 году было 78,8 %). Из 33 активных работали 31 человек (17 мужчин и 14 женщин), безработными были 2 мужчин. Среди 7 неактивных 4 человека были учениками или студентами, 3 — пенсионерами.